# Christian Albhard
Christian Albhard(t) (* 7. Juni 1635 in Dresden; † 17. Januar 1713) war ein deutscher Jurist, sächsischer Rittergutsbesitzer, Stifts-Kanzler zu Wurzen und Assessor des sächsischen Oberhofgerichts in Leipzig.

## Leben

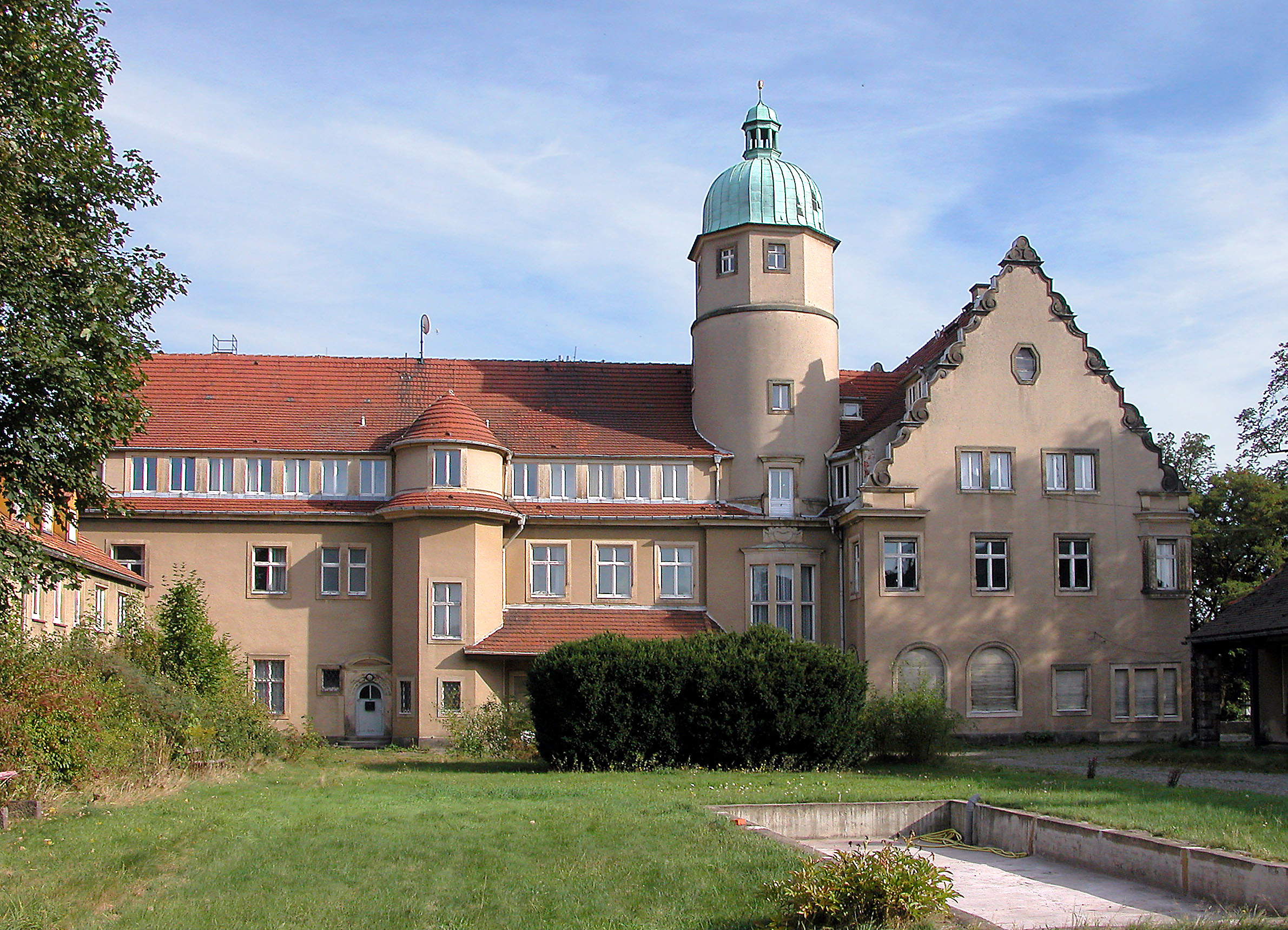
Rittergut Helmsdorf, heutiger Zustand

Er war der Sohn des aus Finsterwalde stammenden Melchior Albhart auf Helmsdorf, der als Kammer- und Bergrat in der kursächsischen Residenzstadt Dresden wirkte. Der Jurist und spätere Baumeister Leonhard Albhart war sein älterer und der Jurist Caspar Albhard sein jüngerer Bruder.
Bereits während des Besuchs der Bautzener Schule ließ er sich gemeinsam mit seinem jüngeren Bruder Caspar an der Universität Wittenberg immatrikulieren. 
Nach dem Schulabschluss in Bautzen begab er sich zum Studium an die Universität Leipzig, wo er Rechts- und Staatswissenschaften studierte und promovierte. 
Er wurde als promovierter Jurist Stiftskanzler in Wurzen und Assessor am Oberhofgericht zu Leipzig sowie Dekan des Stifts Wurzen war. Nach dem Tod all seiner Brüder übernahm er als alleiniger Besitzer das väterliche Rittergut Helmsdorf.

## Werke (Auswahl)
- De Extrema Provocatione Exercitatio Historico-Politica. Leipzig 1654.
- Disputatio Iuridica Inauguralis De Libello. Hagen, Altdorf 1660.
- Als Die Edlen/ Vest/ und Hochgelahrten Hr. Christian Albhart/ Beeder Rechten Doctor/ und Hr. Gerhard von Stöcken/ Beeder Rechten Licentiatus von E. Hochlöbl. Juristen Facultät in Altdorff den 2. May des 1661sten Jahrs renunciiret worden/ Legten ihre geziemende Schuldigkeit durch nachgesetztes wenige ab/ ein Paar bekandte Freunde/ D. E. K. u. I. P. 1661.